# Fomitopsis widdringtoniae
Fomitopsis widdringtoniae är en svampart som beskrevs av Masuka & Ryvarden 1993. Fomitopsis widdringtoniae ingår i släktet Fomitopsis och familjen Fomitopsidaceae.   Inga underarter finns listade i Catalogue of Life.